# Ernst Dreykluft
Ernst Dreykluft (* 8. August 1898 in Braunschweig; † 6. April 1946 im Speziallager Ketschendorf) war ein deutscher Verwaltungsjurist und Landrat.

## Leben
Dreykluft absolvierte eine juristische Ausbildung und begann 1922 als Gerichtsreferendar zu arbeiten. In den nächsten Jahren war er an verschiedenen Orten tätig. Zum 1. März 1932 trat er in die NSDAP ein (Mitgliedsnummer 1.061.503). Am 1. Oktober 1933 erfolgt die Ernennung zum Landrat im Mansfelder Seekreis. Ab 19. Oktober 1934 wirkte er vertretungsweise als Landrat im Kreis Langensalza und blieb im Amt bis 1937.
Dreuklyft starb 1946 im sowjetischen Speziallager Ketschendorf des NKWD.